# Непобедимое Солнце

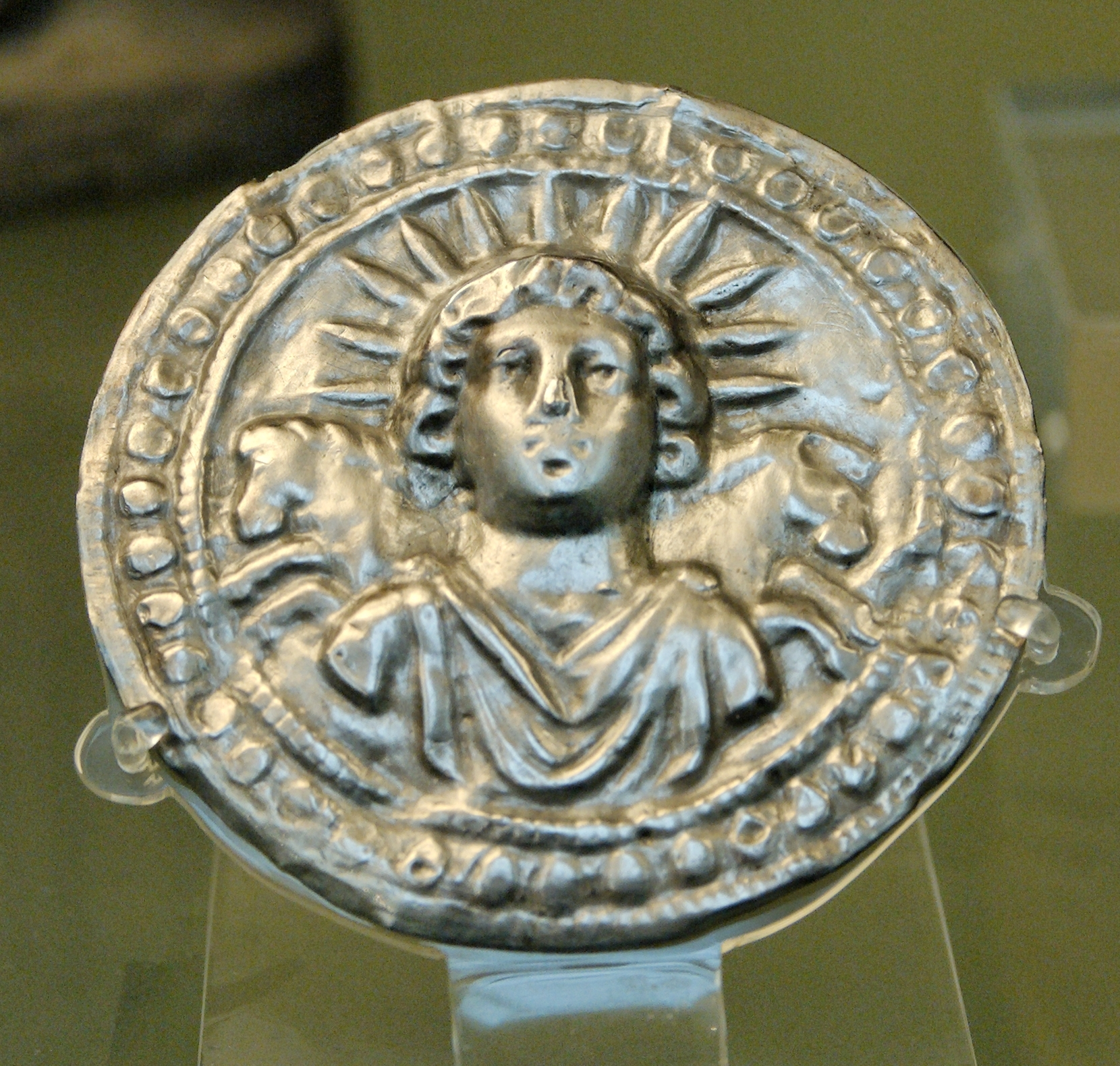
Штампованный серебряный диск с изображением Sol Invictus, Рим, III век (Британский Музей)

Непобедимое Солнце (лат. Sol Invictus) — официальный римский бог Солнца солнечного культа, созданного императором Аврелианом в 274 году н. э. Его культ превосходил другие восточные культы по важности вплоть до запрета политеистических религий при Феодосии I.
Традиционно считается, что римляне имперского периода отмечали 25 декабря (зимнее солнцестояние) праздник Dies Natalis Solis Invicti («День рождения Непобедимого Солнца»), который повлиял на выбор даты Рождества Христова.
Хотя начиная с середины II века значительное количество восточных культов практиковалось среди римских легионов неофициально, только культ Sol Invictus был официально одобрен и специально предписан для армии.
Наименование Sol Invictus также применялось к некоторым другим солнечным божествам в течение этого периода. Название Sol Invictus, не являющееся конкретным именем, появляется на имперских монетах со времени возвышения Септимия Севера. На солидах, отчеканенных при Константине, так же как и на золотом медальоне времён его правления, изображён императорский бюст, сдвоенный с Sol Invictus. Надпись на медальоне гласит: INVICTUS CONSTANTINUS.
Самой ранней надписью, связывающей непобедимого императора с Солнцем, считается легенда на бронзовом орнаменте, датируемая по своему стилю II веком: INVENTORI LUCIS SOLI INVICTO AUGUSTO.

## Использование термина

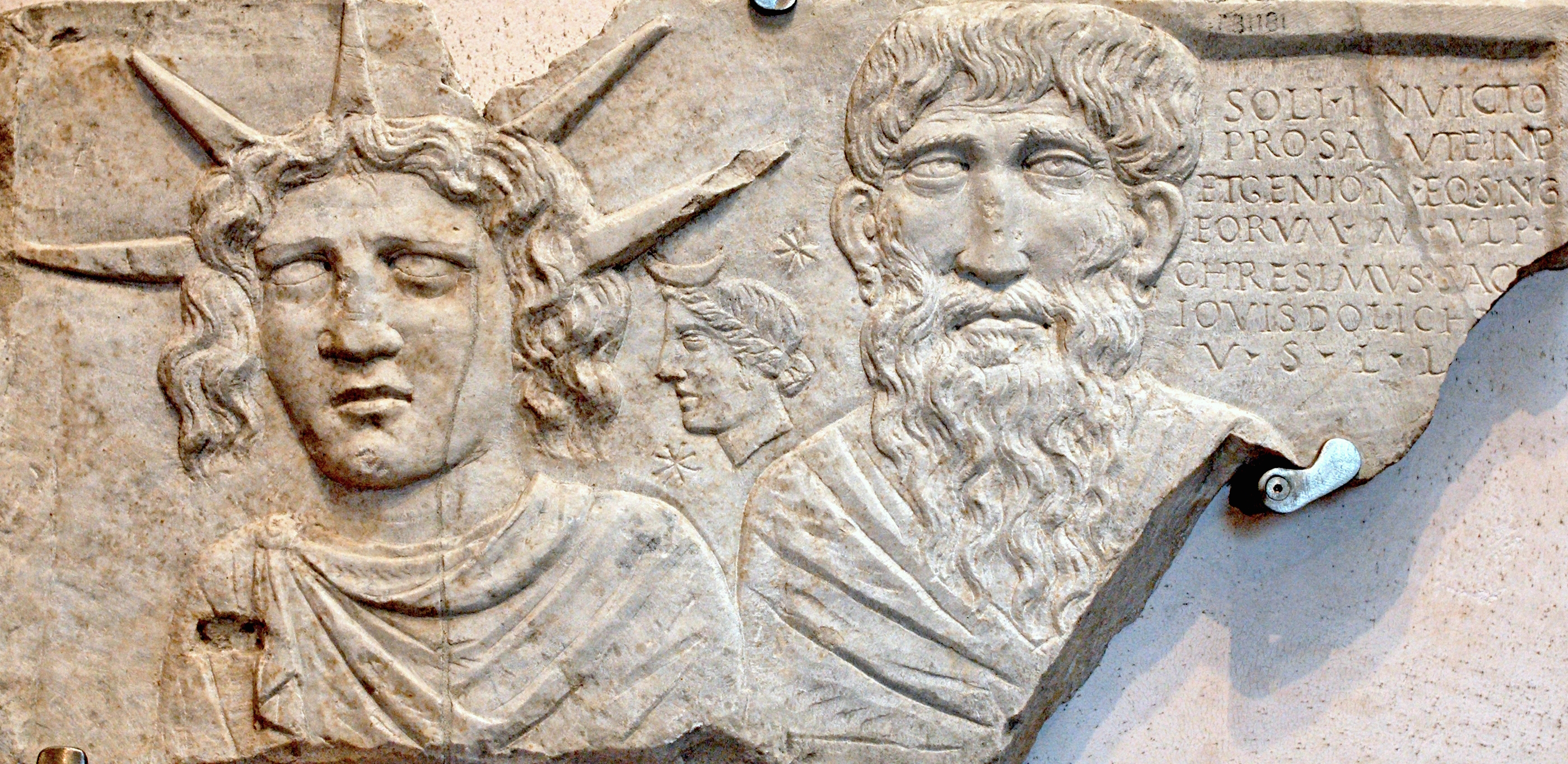
Sol Invictus

Название Sol Invictus («Непобедимое Солнце») применялось к, по крайней мере, трём различным божествам в течение поздней Империи: к Гелиогабалу, ведущему происхождение из сирийской Эмесы, неудачно выдвинутому в качестве главы официального пантеона одноимённым императором; к Митре; и к Солу. Эпитет invictus применялся к Митре в личных надписях, сделанных его почитателями. Также он употреблялся применительно к Марсу.
Практиковался более ранний, аграрный культ Sol Indiges («родное солнце» или «вызванное солнце» — этимология и значение слова «indiges» являются предметом дискуссии).

## Гелиогабал

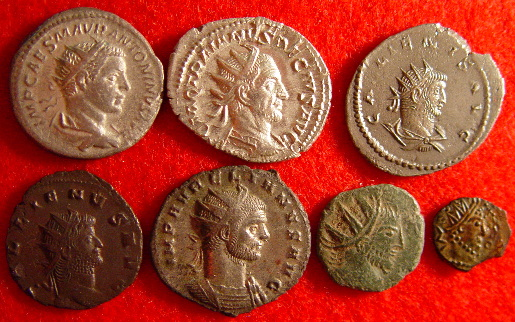
Антонинианы:
ряд 1: Элагабал (серебро, 218—222 гг.), Деций (серебро, 249—251 гг.), Галлиен (Биллон, 253—268 гг.).
Строка 2: Галлиен (медь, 253—268 гг. Н. Э.), Аврелиан (суберат, 270—275 гг. Н. Э.), Варварские радиаты (медь), Варварские радиаты (медь).

Термин Sol Invictus впервые приобрёл известность во времена правления императора Гелиогабала, пытавшегося неудачно учредить поклонение богу солнца из своего родного города Эмеса в Сирии. Хотя со смертью императора в 222 году культ исчез, императоры продолжали в течение примерно века изображаться на монетах с коронами из солнечных лучей.

## Аврелиан

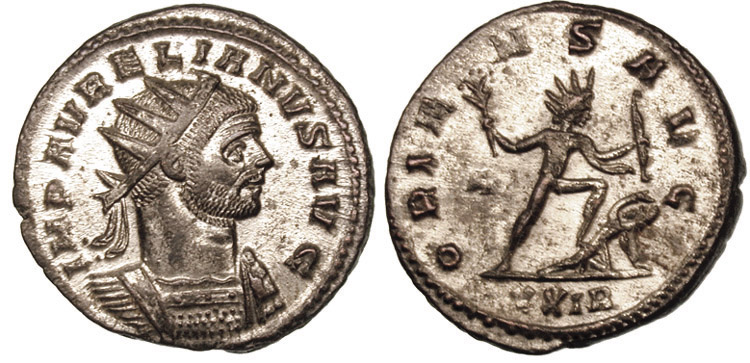
Аврелиан в своей короне с солнечными лучами на посеребрённой бронзовой монете римской чеканки, 274—275 годы

После побед на востоке император Аврелиан ввёл официальный культ Sol Invictus, учреждая бога солнца в качестве главного божества империи. Также Аврелиан стал носить корону с исходящими солнечными лучами. Он основал коллегию понтификов и посвятил Непобедимому Солнцу храм в 274 году. Культ Непобедимого Солнца был главным официальным культом начала IV века.
В легионах, где политика индивидуальной свободы вероисповедания засвидетельствована личными надписями на гробницах и приносимыми клятвами во всех уголках Империи, кроме военных лагерей, единственным официально допущенным восточным культом, вероятно со времён правления Аврелиана и точно при Константине, был культ Непобедимого Солнца.

## День рождения Непобедимого Солнца
Традиционно считается, что День рождения Непобедимого Солнца (лат. Dies Natalis Solis Invicti) начал отмечаться с 274 года н. э. Осенью этого года император Аврелиан освятил новый храм Солнца в Риме на восточной стороне Марсова поля (сегодня между Виа дель Корсо и площадью Сан Сильвестро), куда перенёс статуи Гелиоса и Ваала из Пальмиры. Также он организовал с 19 по 22 октября триумфальные игры (ludi Solis) и гонки на колесницах в честь Солнца (agon Solis).
Фасты раннеимперского периода упоминают среди праздников в честь Солнца лишь 8-9 августа, возможно, 28 августа и 11 декабря — даты, не связанные с астрономическим движением Солнца. Первым источником, упоминающим праздник Natalis invicti 25 декабря, является календарь 354 года: N·INVICTI·CM·XXX — «Рождение Непобедимого, проводятся игры, тридцать гонок». На основании того, что календарь указывает аномальное (не кратное 12-ти) число гонок колесниц в этот праздник (30), археолог Стивен Хийманс считает это упоминание позднейшей вставкой. 
В декабре 362 года император Юлиан Отступник написал гимн «К Царю Солнцу» (Гелиосу), который посвятил философу-неоплатонику Саллюстию. В этом гимне Юлиан упоминает традицию устраивать раз в четыре года игры в честь Солнца, называя её «сравнительно новой»:

Прежде начала года, в конце месяца Крона, мы устраиваем в честь Гелиоса великолепнейшие игры, посвященные Непобедимому Солнцу. После этого незаконно устраивать какие-либо зрелища, относящиеся к месяцу предыдущему, как содержащие в себе нечто мрачное, хотя и по необходимости. Но в [годичном] круге [праздников] прямо вслед за праздником Крона следуют Гелиалии, которые, о дайте мне, если это возможно, царствующие боги, восхвалить и справить!— Юлиан Отступник. «К Царю Солнцу»
Раннехристианские авторы, такие как Секст Юлий Африкан, называли 25 декабря датой Рождества Христова до первых упоминаний праздника Natalis Solis Invicti. Таким образом, установление Дня рождения Непобедимого Солнца могло стать языческой реакцией на приватизацию христианами сакральной даты зимнего солнцестояния.

### Происхождение даты Рождества Христова
Природа связи между Днём рождения Непобедимого Солнца и Рождеством Христовым остаётся дискуссионной. Теория «истории религий» предполагает, что Церковь выбрала 25 декабря в качестве дня рождения Христа (dies Natalis Christi), чтобы присвоить себе римский языческий праздник зимнего солнцестояния. «Калькуляционная теория» предполагает, что 25 декабря было рассчитано как девять месяцев после даты, выбранной для зачатия Иисуса: 25 марта, римской даты весеннего равноденствия, которая позже стала праздником Благовещения.
Впервые идею о том, что Рождество Христово восходит к языческому празднику Natalis Solis Invicti 25 декабря, выдвинул немецкий теолог Пауль-Эрнст Яблонский (1693—1757). Наиболее серьёзно эта гипотеза была аргументирована филологом Германом Узенером в работе Das Weihnachtsfest («Рождество», 1889). По его мнению, Natalis Solis Invicti был лишь одним из целого ряда языческих праздников, которые продолжали отмечать многие христиане в IV веке. Опасаясь этой продолжающейся популярности традиционных ритуалов, церковь была вынуждена сделать языческие праздники безвредными, дав им христианскую реинтерпретацию. Первоначально Узенер не обсуждает, кем был этот языческий бог солнца, празднику которого церковь стремилась придать христианскую интерпретацию. Судя по его последним работам («Sol Invictus», 1905), он был сторонником идеи о своего рода синкретическом солнечном монотеизме, который характеризовал последнюю фазу римской религии накануне триумфа христианства.
В основу своих построений Узенер кладёт схолии к сирийскому автору XII века Дионисию бар Салиби, в которых сообщается:
Причина, по которой Отцы Церкви перенесли этот праздник (Рождества Христова) с 6 (19) января на 25 декабря (7 января), заключается, говорят, в следующем. По обычаю язычники отмечали праздник восхода солнца 25 декабря и для особой торжественности зажигали огни. Они позволили участвовать в этих праздниках и христианам. Отцы Церкви увидели, что христиане были привязаны к этому (языческому) празднику, и после долгих размышлений решили отмечать праздник Истинного Восхождения (то есть рождества) в этот день (25 декабря), а 6 января отмечать праздник Явления (Богоявление). И по сей день они сохранили этот обычай, и с этим обычай зажигать огни.
Между тем, как отмечает археолог Стивен Хийманс, эта схолия является полемической и ставит своей целью опровергнуть западную традицию праздновать Рождество Христово 25 декабря, связав её с тактическими уступками язычеству.
Не менее проблематичным является использование Узенером в качестве аргумента анонимной проповеди IV века, строящей сложную структуру космического равновесия вокруг рождений Христа и Иоанна Крестителя: Христос был зачат в день весеннего равноденствия и рождён в зимнее солнцестояние, а Иоанн зачат в день осеннего равноденствия и рождён в день летнего солнцестояния. В конце проповедник резюмирует, что если кто-нибудь возразит, что язычники называют этот день днём рождения Солнца, он должен понять, что Христос — это «солнце правды». По словам Хийманса, о реальной причине выбора 25 декабря датой Рождества проповедь ничего не сообщает, а лишь интерпретирует её постфактум.

## В популярной культуре
- Sol Invictus ― музыкальная группа в жанре неофолк.
- «Непобедимое солнце» — название романа Виктора Пелевина, вышедшего 27 августа 2020 года.
- Sol Invictus ― седьмой альбом американской рок-группы Faith No More, который вышел 19 мая 2015.
- Победа над Солнцем — авангардная футуристическая опера